# Унібуж
Унібуж (пол. Unibórz) — село в Польщі, у гміні Ґольчево Каменського повіту Західнопоморського воєводства.
Населення — 94 особи (2011).
У 1975-1998 роках село належало до Щецинського воєводства.

## Демографія
Демографічна структура станом на 31 березня 2011 року:
|          | Загалом | Допрацездатний вік | Працездатний вік | Постпрацездатний вік |
| -------- | ------- | ------------------ | ---------------- | -------------------- |
| Чоловіки | 46      | 9                  | 36               | 1                    |
| Жінки    | 48      | 11                 | 29               | 8                    |
| Разом    | 94      | 20                 | 65               | 9                    |